# Bruce Beran
Arnold Bruce Beran (nacido el 8 de agosto de 1935) es un vicealmirante retirado de la Guardia Costera de los Estados Unidos.

## Trayectoria
Ejerció como Comandante del Área del Pacífico de la Guardia Costera, Jefe de Estado Mayor de la Guardia Costera de los Estados Unidos y Comandante del Cuartel General de la Guardia Costera de los Estados Unidos.
Recibió la Medalla por Servicio Distinguido de los Guardacostas por sus servicios al frente del Gobierno de los Estados Unidos.